# Кизляр
Кизляр (на руски: Кизляр) е град в Русия, административен център на Кизлярски район на Дагестан, разположен на границата с Русия. Към 1 януари 2018 г. населението на града е 48 907 души.
Основан е през 1735 година като руска крепост на река Терек.

## История
Името Кизляр идва от местното население, което нарича така приток на река Терек и в превод от тюркменски означава „червен обрив“. Разпространена е и легенда, че името идва от търговията с роби по тези места. Селище на терските казаци е споменато за пръв път през 1652 г. Унищожено е от наводнение праз 1725 г. През 1735 г. генерал В. Левашов основава крепостта Кизляр.
От крепостта на Светия кръст в Сулак, съборена по нареждане на Надир шах, тук са прехвърлени казаци и севернокавказци, които отдавна са били на руска служба (чеченци, кабардинци). Всички те започват да се наричат Терско-Кизлярски казаци. Рускоговорещите казаци заживяват в обособен квартал на Кизляр. Казаците от тези войски са се подчинявали непосредствено на коменданта, който е бил пряк началник на Гребенската войска, намираща се по нагоре по течението на река Терек.
От 1785 г. Кизляр е обявен за град. Правителството активно привлича население, за да укрепи позицията на Русия в този край. В града се заселват арменци, грузинци, чеченци, ногайци, осетинци, кабардинци.
През 1805 г. тук е открито първото училище по винарство в Русия. От 1822 е в състава на Кавказка област. През 1831 г. поради Кавказката война е разрушен и после построен отново. От 1860 г. градът е център на Кизлярски окръг.

## Терористичен акт
На 9 януари 1996 година, разположената край града руска вертолетна база е атакувана от чеченски бойни групи, начело на които са военно-полевите командири Салман Радуев, Турпал-Али Атгериев и Хункар-Паша Исрапилов.
След ожесточени бойни действия, чеченски бойци започват отстъпление и се укрепяват в местната болница, взимайки за заложници 3700 граждани и медицински персонал. На 10 януари бойците и техните заложници напускат града и се придвижват към границата с Чечня. въпреки последвалите бойни действия в село Первомайское, бойните групи се завръщат в Чечня, на 18 януари.